# Maurice Richard Trophy
De Maurice 'Rocket' Richard Trophy, of Maurice Richard Trophy, wordt ieder jaar uitgereikt aan de ijshockeyspeler met de meeste doelpunten in de National Hockey League (NHL). De prijs is vernoemd naar Maurice Richard (1921-2000), een Canadese ijshockeyer die in 1949/50 als eerste vijftig doelpunten in een seizoen maakte. Zelf was hij vijf keer topscorer van de NHL. De prijs werd na afloop van het seizoen 1998/99 voor het eerst uitgereikt. De Montreal Canadiens doneerden de trofee toen aan de NHL.
Het recordaantal doelpunten in één seizoen staat op naam van Wayne Gretzky, die 92 doelpunten maakte voor de Edmonton Oilers in het seizoen 1981/82. Teemu Selanne bezit het rookierecord dankzij de 76 goals die hij in 1992/93 op 22-jarige leeftijd maakte voor de Winnipeg Jets . Hij was in 1999 ook eerste winnaar van de Maurice Richard Trophy. Bobby Hull won de trofee zeven keer (1960, 1962, 1964 en 1966-1969) en is daarmee recordhouder. Opmerkelijk is dat zijn zoon, Brett Hull, ook topscorer van de NHL is geweest. Hij werd het 3 jaar op rij (1990-1992).

## Winnaars
| Seizoen | Winnaar                      | Leeftijd | Team                    | Aantal goals | Aantal wedstrijden | Positie | Aantal gewonnen keren |
| ------- | ---------------------------- | -------- | ----------------------- | ------------ | ------------------ | ------- | --------------------- |
| 2019    | Alexander Ovechkin           | 33       | Washington Capitals     | 51           | 81                 | LW      | 8                     |
| 2018    | Alexander Ovechkin           | 32       | Washington Capitals     | 49           | 82                 | LW      | 7                     |
| 2017    | Sidney Crosby                | 29       | Pittsburgh Penguins     | 44           | 75                 | C       | 2                     |
| 2016    | Alexander Ovechkin           | 30       | Washington Capitals     | 50           | 79                 | LW      | 6                     |
| 2015    | Alexander Ovechkin           | 29       | Washington Capitals     | 53           | 81                 | LW      | 5                     |
| 2014    | Alexander Ovechkin           | 28       | Washington Capitals     | 51           | 78                 | LW      | 4                     |
| 2013    | Alexander Ovechkin           | 27       | Washington Capitals     | 32           | 48 (v/d 48)        | LW      | 3                     |
| 2012    | Steven Stamkos               | 21       | Tampa Bay Lightning     | 60           | 82                 | C       | 2                     |
| 2011    | Corey Perry                  | 25       | Anaheim Ducks           | 50           | 82                 | RW      | 1                     |
| 2010    | Sidney Crosby                | 22       | Pittsburgh Penguins     | 51           | 81                 | C       | 1                     |
|         | Steven Stamkos               | 19       | Tampa Bay Lightning     | 51           | 82                 | C       | 1                     |
| 2009    | Alexander Ovechkin           | 23       | Washington Capitals     | 56           | 79                 | LW      | 2                     |
| 2008    | Alexander Ovechkin           | 22       | Washington Capitals     | 65           | 82                 | LW      | 1                     |
| 2007    | Vincent Lecavalier           | 22       | Tampa Bay Lightning     | 52           | 82                 | C       | 1                     |
| 2006    | Jonathan Cheechoo            | 25       | San Jose Sharks         | 56           | 82                 | RW      | 1                     |
| 2005    | Geen winnaar door de staking |          |                         |              |                    |         |                       |
| 2004    | Rick Nash                    | 19       | Columbus Blue Jackets   | 41           | 80                 | LW      | 1                     |
|         | Ilya Kovalchuk               | 20       | Atlanta Thrashers       | 41           | 81                 | RW      | 1                     |
|         | Jarome Iginla                | 26       | Calgary Flames          | 41           | 81                 | RW      | 2                     |
| 2003    | Milan Hejduk                 | 26       | Colorado Avalanche      | 50           | 82                 | RW      | 1                     |
| 2002    | Jarome Iginla                | 24       | Calgary Flames          | 52           | 82                 | RW      | 1                     |
| 2001    | Pavel Bure                   | 29       | Florida Panthers        | 59           | 82                 | RW      | 2                     |
| 2000    | Pavel Bure                   | 28       | Florida Panthers        | 58           | 74                 | RW      | 1                     |
| 1999    | Teemu Selänne                | 28       | Mighty Ducks of Anaheim | 47           | 75                 | RW      | 1                     |

## Overige topscorers
| Seizoen | Topscorer         | Leeftijd | Team                                   | Aantal goals | Aantal wedstrijden | Positie | Aantal keren topscorer |
| ------- | ----------------- | -------- | -------------------------------------- | ------------ | ------------------ | ------- | ---------------------- |
| 1998    | Teemu Selänne     | 27       | Mighty Ducks of Anaheim                | 52           | 73                 | RW      | 2                      |
|         | Peter Bondra      | 30       | Washington Capitals                    | 52           | 75                 | RW      | 2                      |
| 1997    | Keith Tkachuk     | 25       | Phoenix Coyotes                        | 52           | 81                 | LW      | 1                      |
| 1996    | Mario Lemieux     | 30       | Pittsburgh Penguins                    | 69           | 70                 | C       | 3                      |
| 1995    | Peter Bondra      | 27       | Washington Capitals                    | 34           | 47 (v/d 48)        | RW      | 1                      |
| 1994    | Pavel Bure        | 23       | Vancouver Canucks                      | 60           | 76                 | RW      | 1                      |
| 1993    | Aleksandr Mogilny | 24       | Buffalo Sabres                         | 76           | 77                 | RW      | 1                      |
|         | Teemu Selänne     | 22       | Winnipeg Jets (1979)                   | 76           | 84                 | RW      | 1                      |
| 1992    | Brett Hull        | 27       | St. Louis Blues                        | 70           | 73                 | RW      | 3                      |
| 1991    | Brett Hull        | 26       | St. Louis Blues                        | 86           | 78                 | RW      | 2                      |
| 1990    | Brett Hull        | 25       | St. Louis Blues                        | 72           | 80                 | RW      | 1                      |
| 1989    | Mario Lemieux     | 23       | Pittsburgh Penguins                    | 85           | 76                 | C       | 2                      |
| 1988    | Mario Lemieux     | 22       | Pittsburgh Penguins                    | 70           | 77                 | C       | 1                      |
| 1987    | Wayne Gretzky     | 26       | Edmonton Oilers                        | 62           | 79                 | C       | 5                      |
| 1986    | Jari Kurri        | 26       | Edmonton Oilers                        | 68           | 78                 | RW      | 1                      |
| 1985    | Wayne Gretzky     | 24       | Edmonton Oilers                        | 73           | 80                 | C       | 4                      |
| 1984    | Wayne Gretzky     | 23       | Edmonton Oilers                        | 87           | 74                 | C       | 3                      |
| 1983    | Wayne Gretzky     | 22       | Edmonton Oilers                        | 71           | 80                 | C       | 2                      |
| 1982    | Wayne Gretzky     | 21       | Edmonton Oilers                        | 92           | 80                 | C       | 1                      |
| 1981    | Mike Bossy        | 24       | New York Islanders                     | 68           | 79                 | RW      | 1                      |
| 1980    | Charles Simmer    | 26       | Los Angeles Kings                      | 56           | 64                 | RW      | 1                      |
|         | Blaine Stoughton  | 27       | Hartford Whalers                       | 56           | 80                 | LW      | 1                      |
| 1979    | Mike Bossy        | 22       | New York Islanders                     | 59           | 80                 | RW      | 1                      |
| 1978    | Guy Lafleur       | 27       | Montreal Canadiens                     | 60           | 78                 | RW      | 1                      |
| 1977    | Stephen Shutt     | 25       | Montreal Canadiens                     | 60           | 80                 | LW      | 1                      |
| 1976    | Reginald Leach    | 26       | Philadelphia Flyers                    | 61           | 80                 | RW      | 1                      |
| 1975    | Phil Esposito     | 33       | Boston Bruins                          | 61           | 79                 | C       | 6                      |
| 1974    | Phil Esposito     | 32       | Boston Bruins                          | 68           | 78                 | C       | 5                      |
| 1973    | Phil Esposito     | 31       | Boston Bruins                          | 55           | 78                 | C       | 4                      |
| 1972    | Phil Esposito     | 30       | Boston Bruins                          | 66           | 76                 | C       | 3                      |
| 1971    | Phil Esposito     | 29       | Boston Bruins                          | 76           | 78                 | C       | 2                      |
| 1970    | Phil Esposito     | 28       | Boston Bruins                          | 43           | 76                 | C       | 1                      |
| 1969    | Bobby Hull        | 30       | Chicago Blackhawks                     | 58           | 74                 | LW      | 7                      |
| 1968    | Bobby Hull        | 29       | Chicago Blackhawks                     | 44           | 71                 | LW      | 6                      |
| 1967    | Bobby Hull        | 28       | Chicago Blackhawks                     | 52           | 66                 | LW      | 5                      |
| 1966    | Bobby Hull        | 27       | Chicago Blackhawks                     | 54           | 65                 | LW      | 4                      |
| 1965    | Norm Ullman       | 30       | Detroit Red Wings                      | 42           | 70                 | C       | 1                      |
| 1964    | Bobby Hull        | 25       | Chicago Blackhawks                     | 43           | 70                 | LW      | 3                      |
| 1963    | Gordie Howe       | 35       | Detroit Red Wings                      | 38           | 70                 | RW      | 5                      |
| 1962    | Bobby Hull        | 23       | Chicago Blackhawks                     | 50           | 70                 | LW      | 2                      |
| 1961    | Bernie Geoffrion  | 29       | Montreal Canadiens                     | 50           | 64                 | RW      | 2                      |
| 1960    | Bronco Horvath    | 20       | Boston Bruins                          | 39           | 68                 | C       | 1                      |
|         | Bobby Hull        | 21       | Chicago Blackhawks                     | 39           | 70                 | LW      | 1                      |
| 1959    | Jean Beliveau     | 27       | Montreal Canadiens                     | 45           | 64                 | C       | 2                      |
| 1958    | Dickie Moore      | 27       | Montreal Canadiens                     | 36           | 70                 | L       | 1                      |
| 1957    | Gordie Howe       | 29       | Detroit Red Wings                      | 44           | 70                 | RW      | 4                      |
| 1956    | Jean Beliveau     | 24       | Montreal Canadiens                     | 47           | 70                 | C       | 1                      |
| 1955    | Maurice Richard   | 34       | Montreal Canadiens                     | 38           | 68                 | RW      | 5                      |
|         | Bernie Geoffrion  | 23       | Montreal Canadiens                     | 38           | 70                 | RW      | 1                      |
| 1954    | Maurice Richard   | 33       | Montreal Canadiens                     | 37           | 70                 | RW      | 4                      |
| 1953    | Gordie Howe       | 25       | Detroit Red Wings                      | 49           | 70                 | RW      | 3                      |
| 1952    | Gordie Howe       | 24       | Detroit Red Wings                      | 47           | 70                 | RW      | 2                      |
| 1951    | Gordie Howe       | 23       | Detroit Red Wings                      | 43           | 70                 | RW      | 1                      |
| 1950    | Maurice Richard   | 29       | Montreal Canadiens                     | 43           | 70                 | RW      | 3                      |
| 1949    | Sid Abel          | 31       | Detroit Red Wings                      | 28           | 60                 | C       | 1                      |
| 1948    | Ted Lindsay       | 23       | Detroit Red Wings                      | 33           | 60                 | LW      | 1                      |
| 1947    | Maurice Richard   | 26       | Montreal Canadiens                     | 45           | 60                 | RW      | 2                      |
| 1946    | Gaye Stewart      | 23       | Toronto Maple Leafs                    | 37           | 50                 | LW      | 1                      |
| 1945    | Maurice Richard   | 24       | Montreal Canadiens                     | 50           | 50                 | RW      | 1                      |
| 1944    | Doug Bentley      | 28       | Chicago Blackhawks                     | 38           | 50                 | LW      | 2                      |
| 1943    | Doug Bentley      | 27       | Chicago Blackhawks                     | 33           | 50                 | LW      | 1                      |
| 1942    | Lynn Patrick      | 30       | New York Rangers                       | 32           | 47                 | C       | 1                      |
| 1941    | Bryan Hextall Sr. | 28       | New York Rangers                       | 26           | 48                 | RW      | 2                      |
| 1940    | Bryan Hextall Sr. | 27       | New York Rangers                       | 24           | 48                 | RW      | 1                      |
| 1939    | Roy Conacher      | 23       | Boston Bruins                          | 26           | 47                 | LW      | 1                      |
| 1938    | Gordie Drillon    | 25       | Toronto Maple Leafs                    | 26           | 48                 | RW      | 1                      |
| 1937    | Nels Stewart      | 35       | Boston Bruins & New York Americans     | 23           | 43                 | C       | 2                      |
|         | Larry Aurie       | 32       | Detroit Red Wings                      | 23           | 45                 | RW      | 1                      |
| 1936    | Charlie Conacher  | 27       | Toronto Maple Leafs                    | 23           | 44                 | RW      | 5                      |
|         | Bill Thoms        | 26       | Toronto Maple Leafs                    | 23           | 48                 | C       | 1                      |
| 1935    | Charlie Conacher  | 26       | Toronto Maple Leafs                    | 36           | 47                 | RW      | 4                      |
| 1934    | Charlie Conacher  | 25       | Toronto Maple Leafs                    | 32           | 42                 | RW      | 3                      |
| 1933    | Bill Cook         | 37       | New York Rangers                       | 28           | 48                 | RW      | 3                      |
| 1932    | Charlie Conacher  | 23       | Toronto Maple Leafs                    | 34           | 44                 | RW      | 2                      |
|         | Bill Cook         | 36       | New York Rangers                       | 34           | 48                 | RW      | 2                      |
| 1931    | Charlie Conacher  | 22       | Toronto Maple Leafs                    | 31           | 37                 | RW      | 1                      |
| 1930    | Cooney Weiland    | 26       | Boston Bruins                          | 43           | 44                 | C       | 1                      |
| 1929    | Ace Bailey        | 26       | Toronto Maple Leafs                    | 22           | 44                 | RW      | 1                      |
| 1928    | Howie Morenz      | 27       | Montreal Canadiens                     | 33           | 43                 | C       | 1                      |
| 1927    | Bill Cook         | 32       | New York Rangers                       | 33           | 44                 | RW      | 1                      |
| 1926    | Nels Stewart      | 24       | Montreal Maroons                       | 34           | 36                 | C       | 1                      |
| 1925    | Babe Dye          | 27       | Toronto St. Patricks                   | 38           | 29                 | RW      | 3                      |
| 1924    | Cy Denneny        | 33       | Ottawa Senators                        | 22           | 22                 | LW      | 1                      |
| 1923    | Babe Dye          | 25       | Toronto St. Patricks                   | 26           | 22                 | RW      | 2                      |
| 1922    | Punch Broadbent   | 30       | Ottawa Senators                        | 32           | 24                 | RW      | 1                      |
| 1921    | Babe Dye          | 23       | Toronto St. Patricks & Hamilton Tigers | 35           | 24                 | RW      | 1                      |
| 1920    | Joe Malone        | 30       | Quebec Bulldogs                        | 39           | 24                 | C       | 2                      |
| 1919    | Newsy Lalonde     | 31       | Montreal Canadiens                     | 23           | 17                 | C       | 1                      |
| 1918    | Joe Malone        | 28       | Montreal Canadiens                     | 44           | 20                 | C       | 1                      |

## Spelers die drie keer of vaker topscorer zijn geworden
- Alexander Ovechkin - 8 keer
- Bobby Hull - 7 keer
- Phil Esposito - 6 keer
- Wayne Gretzky - 5 keer
- Maurice Richard - 5 keer
- Charlie Conacher - 5 keer
- Gordie Howe - 5 keer
- Mario Lemieux - 3 keer
- Teemu Selänne - 3 keer
- Pavel Bure - 3 keer
- Brett Hull - 3 keer
- Babe Dye - 3 keer
- Bill Cook - 3 keer

Eastern Conference
Western Conference
Stanley Cup · Clarence S. Campbell Bowl · Prince of Wales Trophy · Presidents' Trophy · Hart Memorial Trophy · Lester B. Pearson Award · Conn Smythe Trophy · Art Ross Memorial Trophy · Maurice Richard Trophy · Calder Memorial Trophy · James Norris Memorial Trophy · Frank J. Selke Trophy · NHL plus/minus Award · Bill Masterton Memorial Trophy · Lady Byng Memorial Trophy · King Clancy Memorial Trophy · Mark Messier Leadership Award · Vezina Trophy · Roger Crozier Saving Grace Award · William M. Jennings Trophy · Jack Adams Award · Lester Patrick Trophy